# Eugen von Bergmann
Eugen Woldemar Constantin von Bergmann (* 3. September 1857 in Odessa; † 11. Mai 1919 in Riga) war ein deutsch-baltischer Wirtschaftswissenschaftler und Hochschullehrer.

## Leben und Wirken
Eugen von Bergmann besuchte das Gouvernements-Gymnasium zu Reval und legte dort 1876 seine Reifeprüfung ab. Vom Wintersemester 1876/77 bis zum Wintersemester 1880/81 studierte er Rechts- und Staatswissenschaft an der Eberhard Karls Universität Tübingen und promovierte dort zum Dr. oec.pol. 1881 bei dem Nationalökonomen Friedrich Julius Neumann. 1885/86 studierte er an der Universität Moskau und schloss dort 1887 mit einem Magisterexamen ab. Im selben Jahr wurde er zum Ehrenfriedensrichter in der russischen Kleinstadt Wereja ernannt. Von 1887 bis 1889 wirkte Bergmann als Privatdozent an der Juristischen Fakultät der Universität Kasan in Russland. Zwar wurde er dort mit der Vertretung eines Professors für Nationalökonomie und Statistik betreut, die er jedoch nicht wahrnahm. Stattdessen wechselte er an die Universität Tübingen und habilitierte sich dort 1889. In Tübingen lehrte er ab 1890 als Privatdozent für Staatswissenschaft, 1896/97 als außerordentlicher Professor. 1897 verlegte er seine Lehrtätigkeit auf den Gebieten der Nationalökonomie und Handelswissenschaften an das Polytechnicum in Riga, 1899/1900 wurde der Dozent dort zum Professor ernannt. Kurze Zeit (1918/19) war er noch Professor und Dekan an der Baltischen Technischen Hochschule in Riga.
In seinen Veröffentlichungen beschäftigte sich Bergmann vor allem mit dem Gebiet der Sozial- und Wirtschaftsgeschichte, vor allem in Russland und in der Provinz Posen.

## Veröffentlichungen
- Zur Geschichte der Entwickelung deutscher, polnischer und jüdischer Bevölkerung in der Provinz Posen seit 1824 (= Beiträge zur Geschichte der Bevölkerung in Deutschland seit dem Anfange des 19. Jahrhunderts, Bd. 1). Laupp, Tübingen 1883 (Dissertation Universität Tübingen).
- Das Berliner Rettungs-Wesen. Schumacher, Berlin 1890.
- Die Wirtschaftskrisen. Geschichte der nationalökonimischen Krisentheorien. Kohlhammer, Stuttgart 1895 (Reprint: Auvermann, Glashütten im Taunus 1970).
- Zur sozialen Bedeutung des bäuerlichen Kredits in Rußland. Laupp, Tübingen 1905.